# Composia utowana
Composia utowana är en fjärilsart som beskrevs av Bates 1933. Composia utowana ingår i släktet Composia och familjen björnspinnare. Inga underarter finns listade i Catalogue of Life.